# Hino Jidōsha
Hino Jidōsha K.K. (japanisch 日野自動車株式会社, Hino Jidōsha Kabushiki-gaisha, englisch Hino Motors, Ltd.), gelistet im Aktienindex Nikkei 225, ist ein japanischer Hersteller für Diesel-Lkw, Busse und andere Fahrzeuge mit Sitz in Hino (Tokio). Hino gehört zur Toyota-Gruppe.

## Geschichte

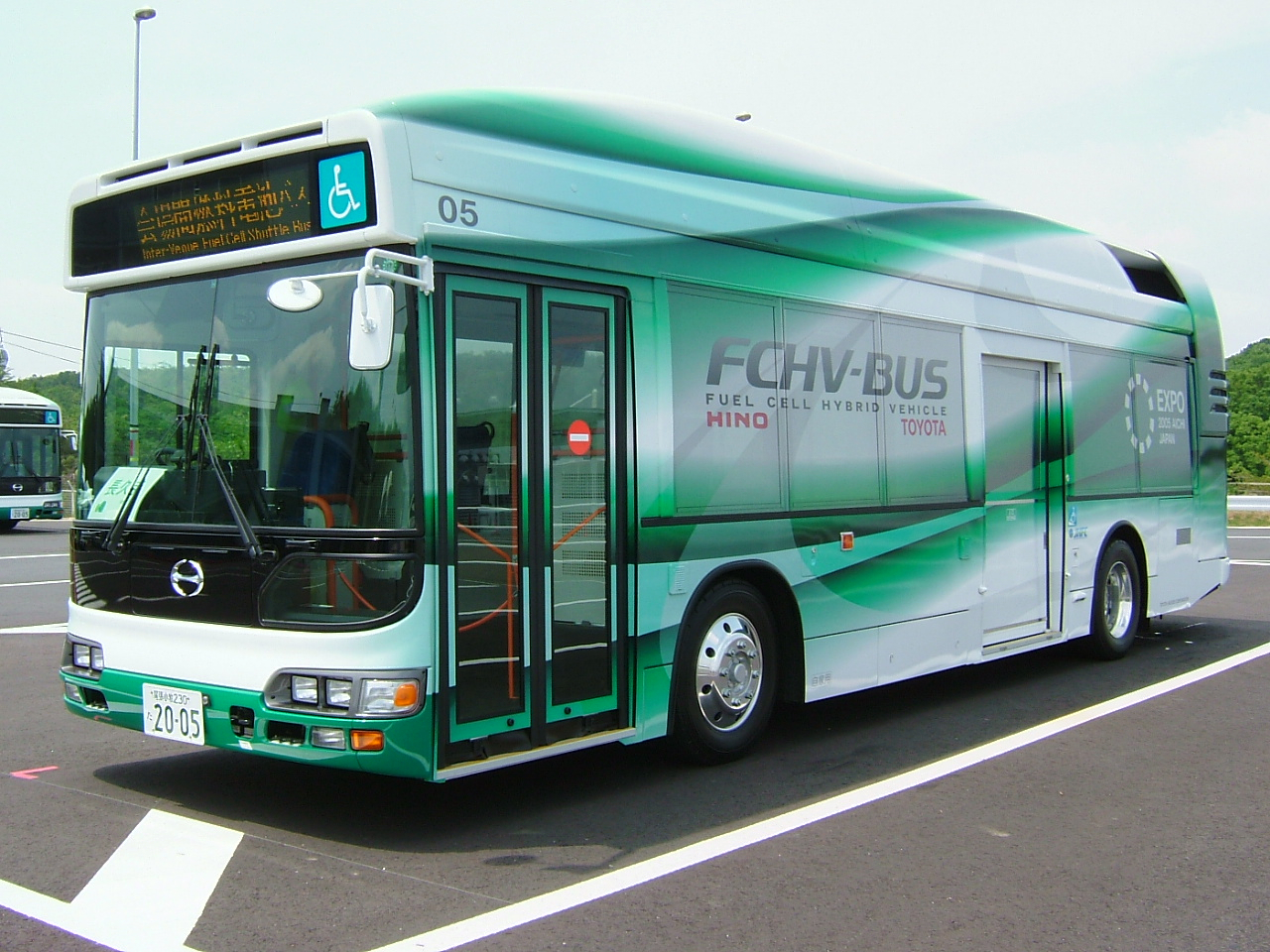
Hino-Brennstoffzellenbus im Einsatz auf der EXPO 2005

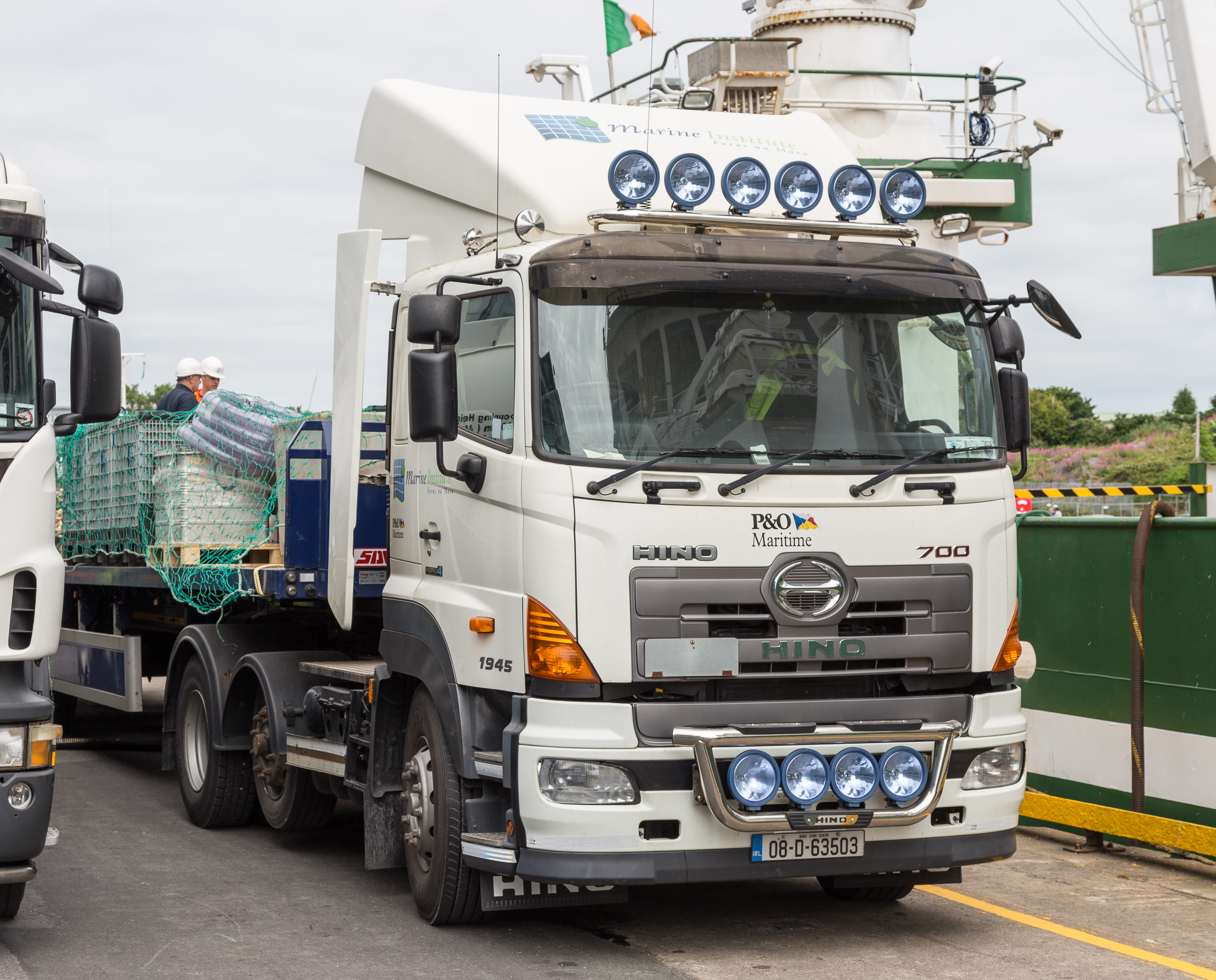
Sattelzugmaschine Hino 700 Series 1945 im Hafen von Galway (IRL), 2014

Automobile Industry Co. Ltd. als Automobilabteilung von Tōkyō Gas und Kyodo Kokusan K.K. schlossen sich 1937 zu Tokyo Automobile Industry Co. Ltd. zusammen. 1941 änderte sich die Firmierung in Diesel Motor Industry Co. Ltd. 1942 wurde das Werk in Hino abgespalten und Hino Heavy Industry Co. Ltd. genannt. Dies ist das Gründungsjahr von Hino. Zunächst entstanden Lastkraftwagen und Militärfahrzeuge. Das Produktionsprogramm wurde um Busse erweitert und während einiger Jahre wurden auch Pkw produziert. Der erste PKW war ein Lizenzbau des Renault 4CV als Rechtslenker, der ab 1953 gebaut wurde.
1966 begann die enge Zusammenarbeit zwischen Hino und Toyota. Nun konzentrierte sich Hino auf den Bau von mittleren und schweren Lkw und Bussen.
2001 hatte Toyota 50,46 % Anteile an Hino, womit Hino Tochtergesellschaft von Toyota wurde.
Zwischen März und August 2022 wurde bekannt, dass Hino seit mindestens 2003 systematisch Verbrauchs- und Abgaswerte einiger Motor- und Fahrzeugmodelle für den japanischen Markt falsch angegeben hatte. Bei Hino und seinen Kunden (Toyota, Isuzu und einige Baumaschinenhersteller) musste die Auslieferung von Fahrzeugen und Maschinen zeitweise eingestellt werden und es gab eine Rückrufaktion betroffener Fahrzeuge. Die Zahl dieser Fahrzeuge stieg von zunächst 47.000 auf 640.000 (Stand August 2022), für das Finanzjahr 2021/22 verursachte dieser Skandal den höchsten Verlust in der Firmengeschichte von Hino. Die Aufdeckung dieses Vorfalls wurde ausgelöst durch eine staatliche Untersuchung, der zufolge bei weiteren 56.000 Fahrzeugen unvollständige Angaben von Hino gemacht wurden.

Ende Mai 2023 unterzeichneten Hino, Toyota und Mitsubishi Fuso Truck and Bus Corporation mit deren Muttergesellschaft Daimler Truck eine Absichtserklärung zur Zusammenarbeit bei Entwicklung und Produktion. Bis Ende 2024 soll für diese Bereiche eine gemeinsame Tochtergesellschaft gegründet werden, man verspricht sich davon Kostensenkungen und eine Stärkung der eigenen Marktstellung in Südost- und Südasien. Im Juni 2025 vereinbarten sie, Hino und Mitsubishi Fuso gleichberechtigt zu fusionieren. Der Zusammenschluss soll im April 2026 starten. Daimler Truck und Toyota sollen jeweils 25 % an der neuen Holding halten, diese 100 % von Mitsubishi Fuso und Hino. Sie soll börsennotiert sein. CEO soll Karl Deppen werden, der Hauptsitz soll in Tokio sein.

## Produkte

### Lkw
- Super Dolphin
- Profia
- Dutro
- Ranger
- Mega

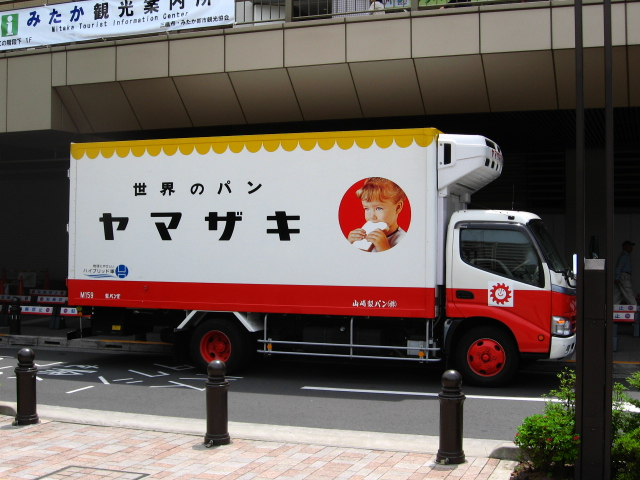
Dutro Hybrid
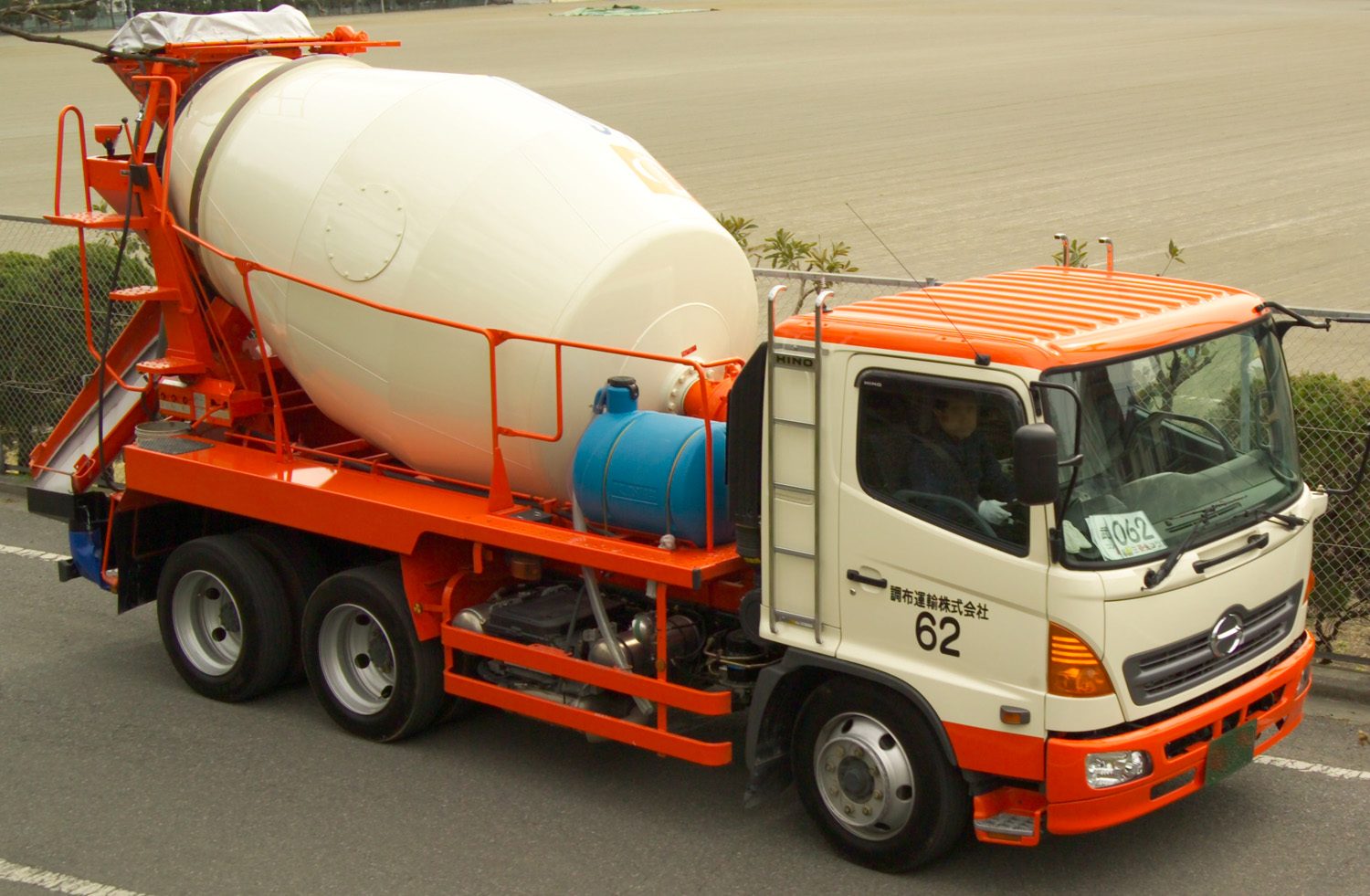
Ranger, Betonmischfahrzeug
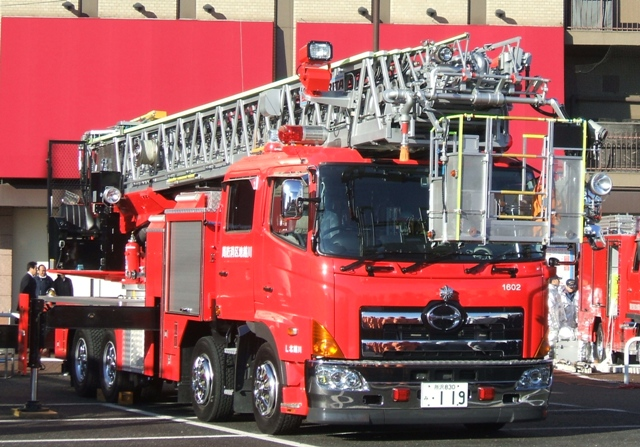
Profia, Feuerwehrfahrzeug
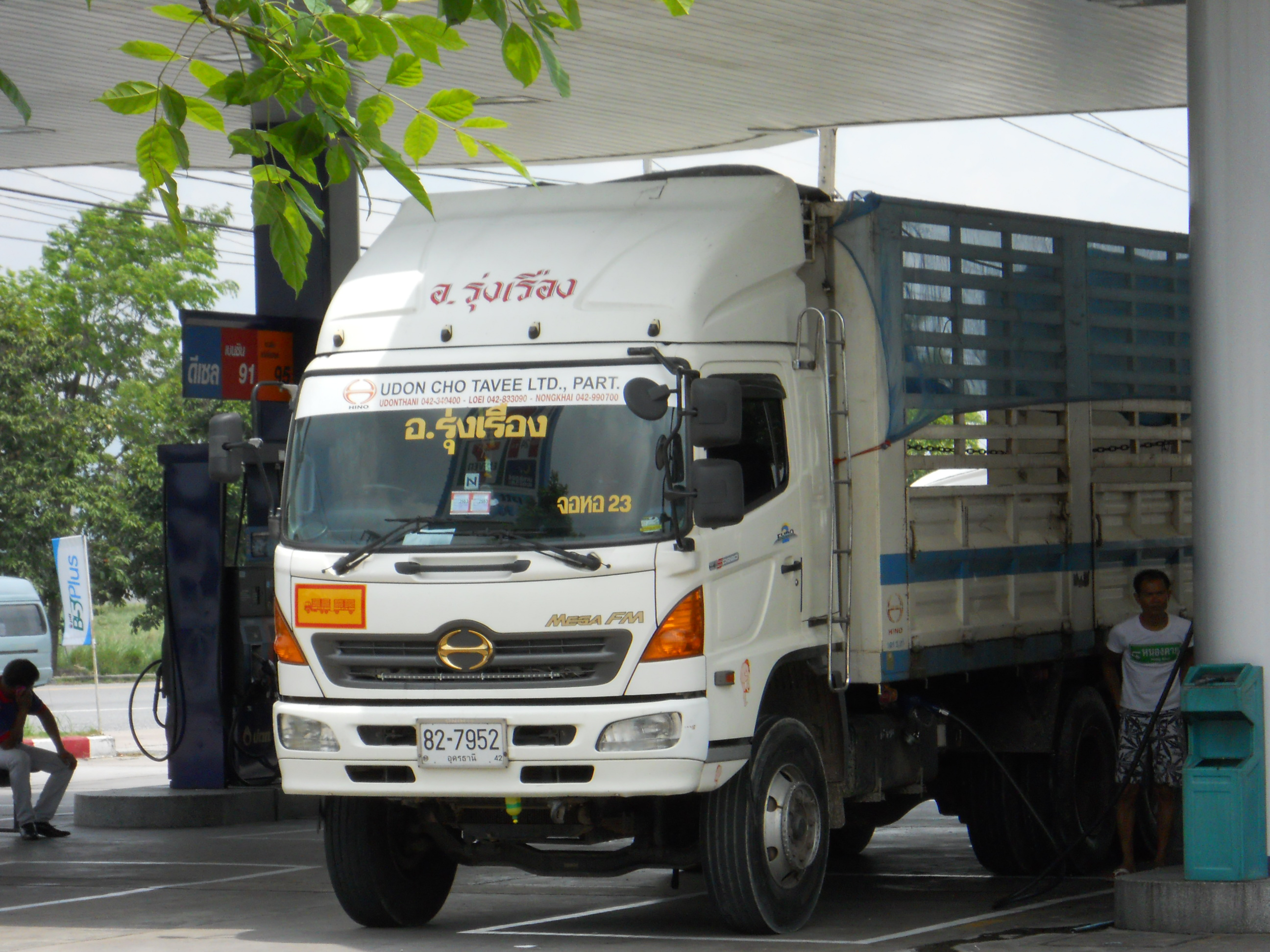
Mega

### Busse
- RE/RC
- Poncho
- Liesse & Liesse II
- Blue Ribbon & Blue Ribbon II
- Rainbow & Rainbow II
- Melpha
- S'elega
- Grand View
- Front-engine chassis (z. B.: FB)
- Front-engine chassis (AK)
- Rear-engine chassis (RG, RM, RK)

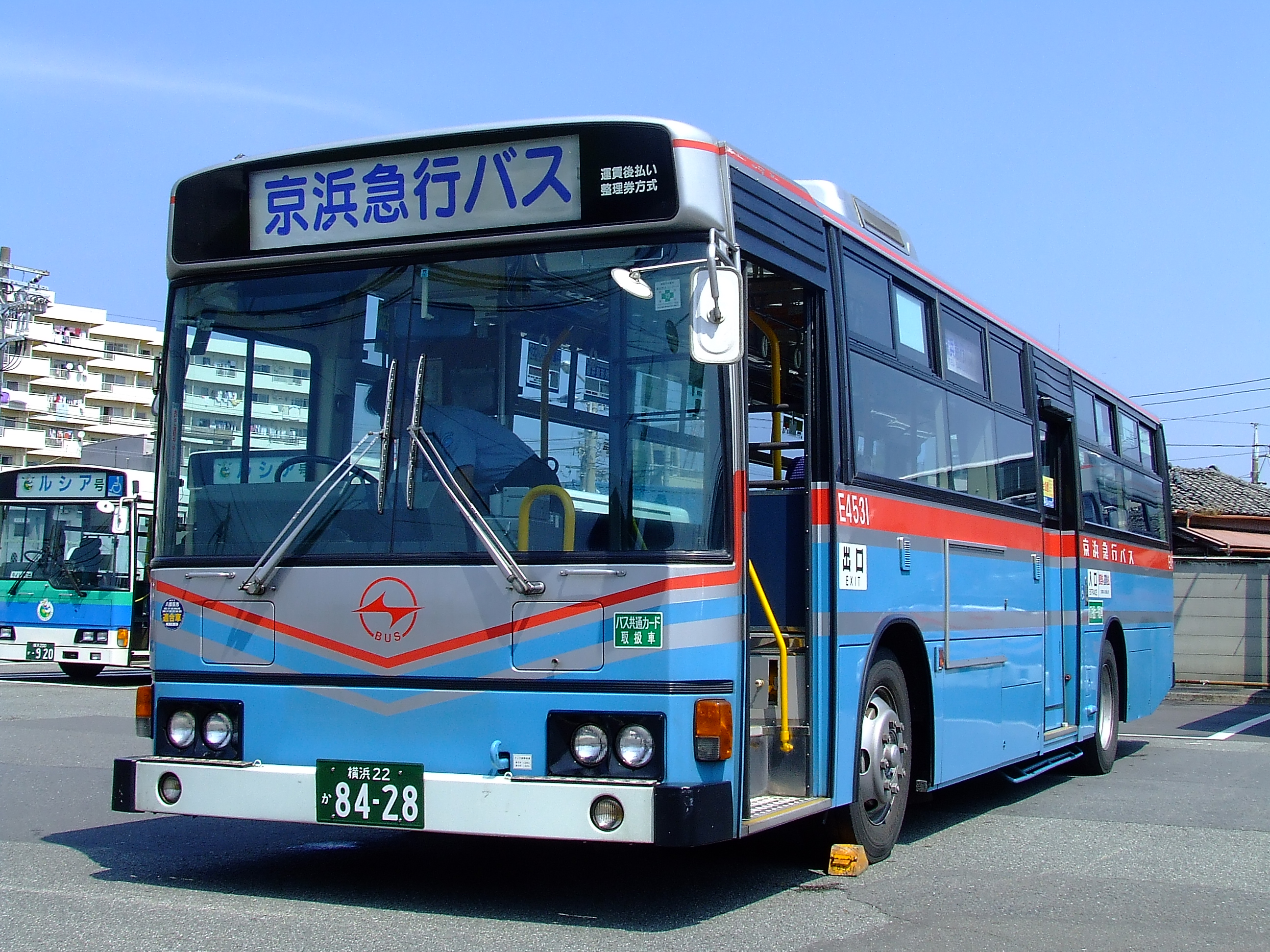
Blue Ribbon Bus
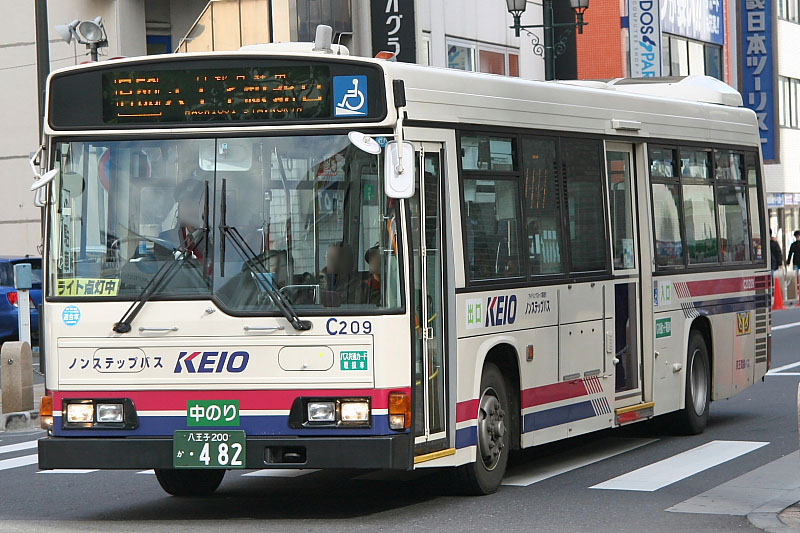
Rainbow HR Low-floor Bus
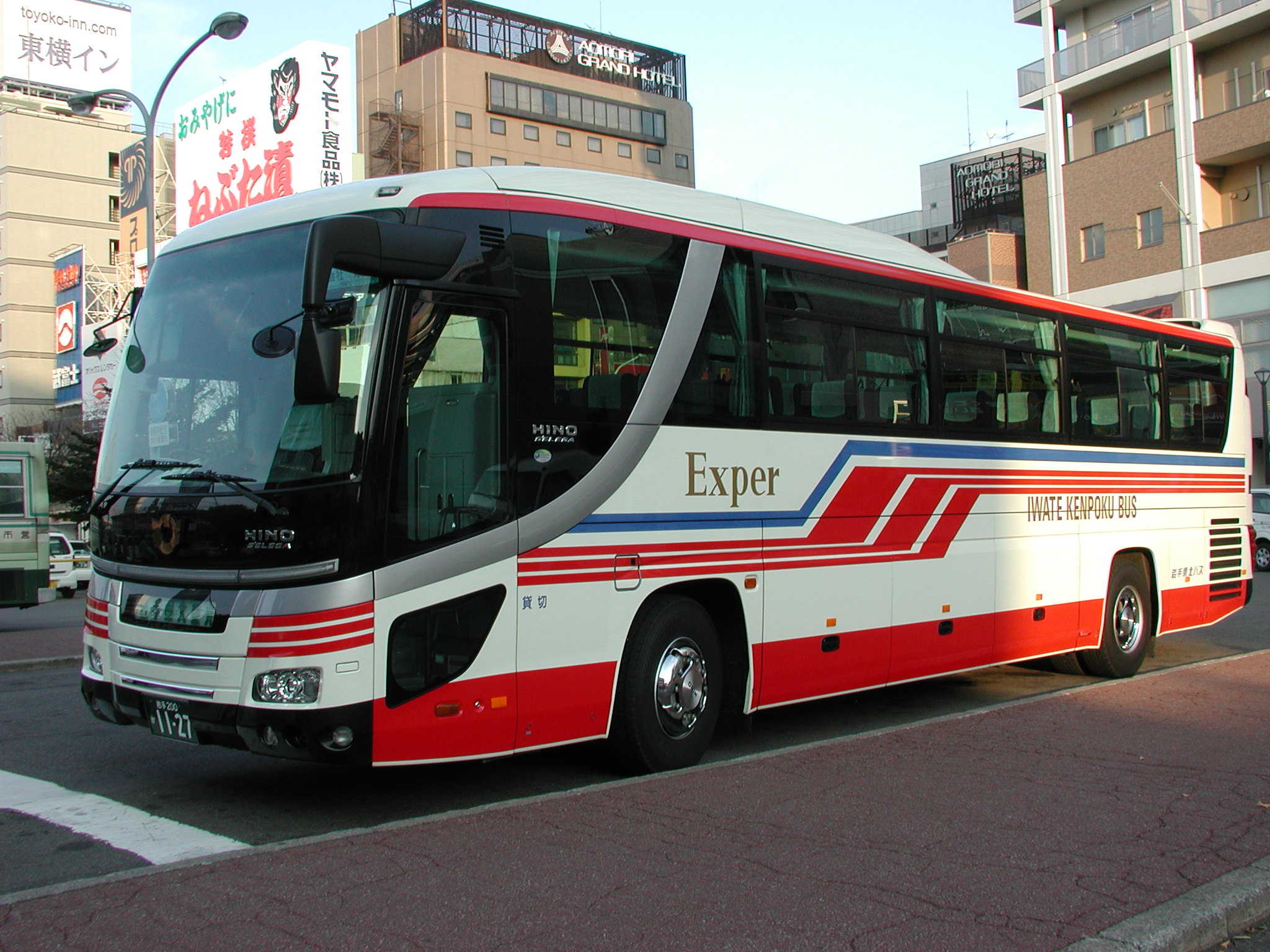
S'elega Bus
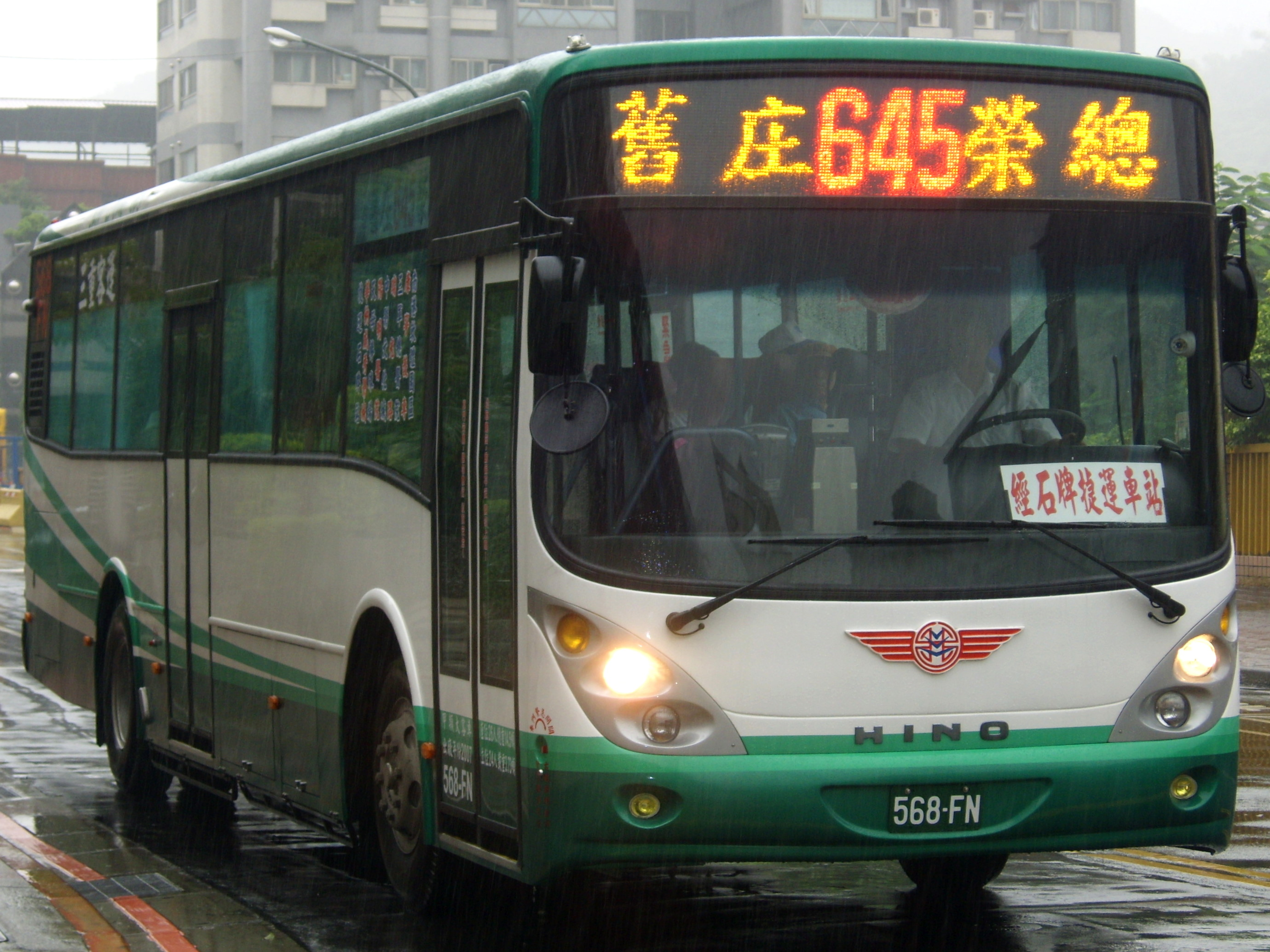
4-cycle RK chassis Bus

### Personenwagen
Zwischen 1953 und 1966 stellte Hino Motors auch Personenwagen her. Zunächst war dies der Lizenzbau Hino 4CV.
Ab 1961 wurden Modelle eigener Konstruktion angeboten. Der Hino Contessa 900, eine viertürige Limousine, hatte einen Vierzylinder-Reihenmotor mit 893 cm³ Hubraum und 25,7 kW (35 PS) im Heck. Die Karosserie war mit kleinen Heckflossen ausgestattet. Ihm wurde ein zweitüriges Coupé, der Hino Contessa 900 Sprint zur Seite gestellt. Sein Motor hatte 33 kW (45 PS), also 10 PS mehr und die Karosserie war vom italienischen Designer Michelotti entworfen. Beide Fahrzeuge wurden ausschließlich in Japan angeboten.
Auch die Karosserie der zweiten Serie, die als viertürige Limousine Hino Contessa 1300 ab 1964 gefertigt wurde, war von Michelotti gestaltet worden. Sie ähnelte den zeitgenössischen englischen Triumph 2000 und 1300, die ebenfalls von Michelotti stammten; außerdem gab es wieder ein zweitüriges Coupé. Man blieb beim Heckmotor, nun mit 1,3 Liter Hubraum. Diese Modelle wurden auch in den USA und einigen europäischen Ländern, z. B. der Schweiz und Belgien angeboten.
Mit der Beteiligung durch Toyota im Jahre 1966 wurde die Pkw-Produktion bei Hino Motors eingestellt. Von 1966 bis 1968 wurde der Hino Contessa noch in Neuseeland in einem Vorgängerunternehmen von Toyota New Zealand montiert.

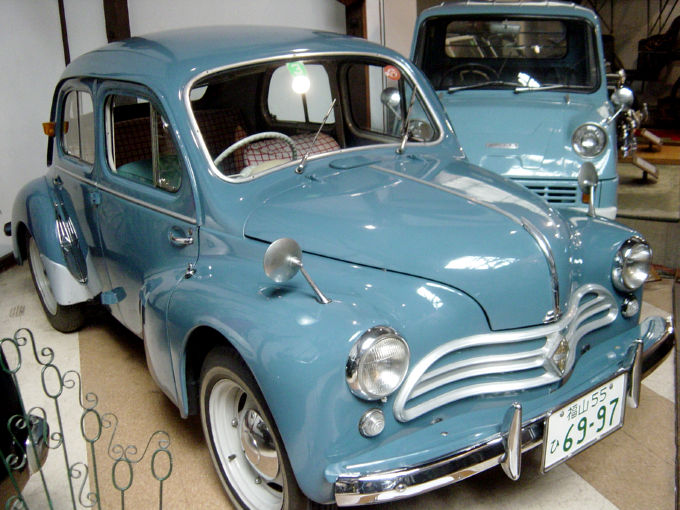
Hino 4CV (1953–1960)
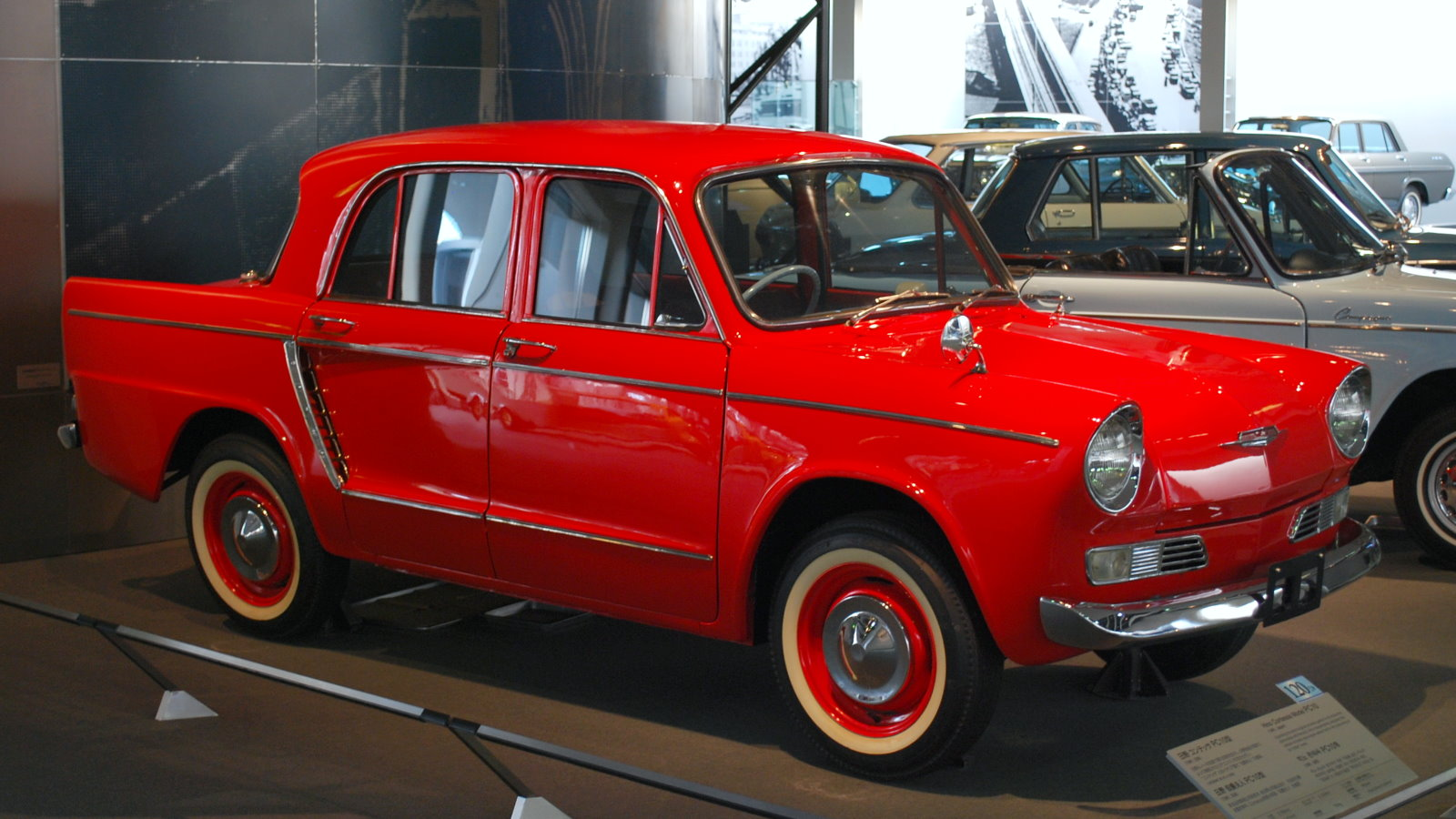
Hino Contessa 900 (1961)
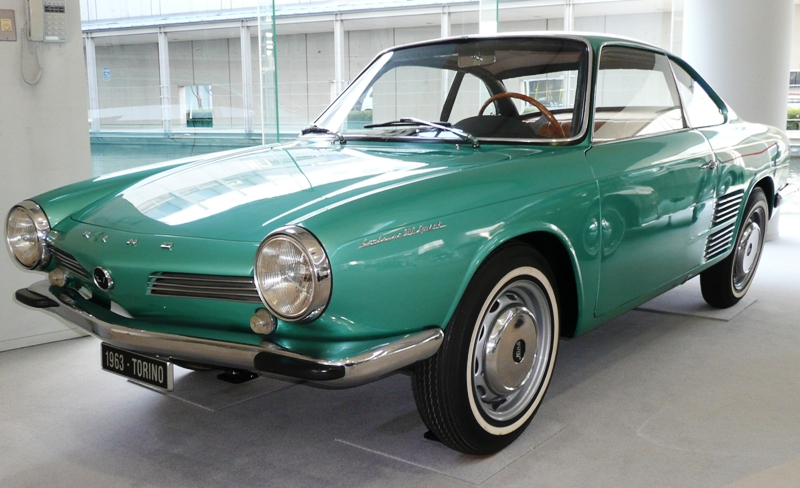
Hino Contessa 900 Sprint (1961–1963)
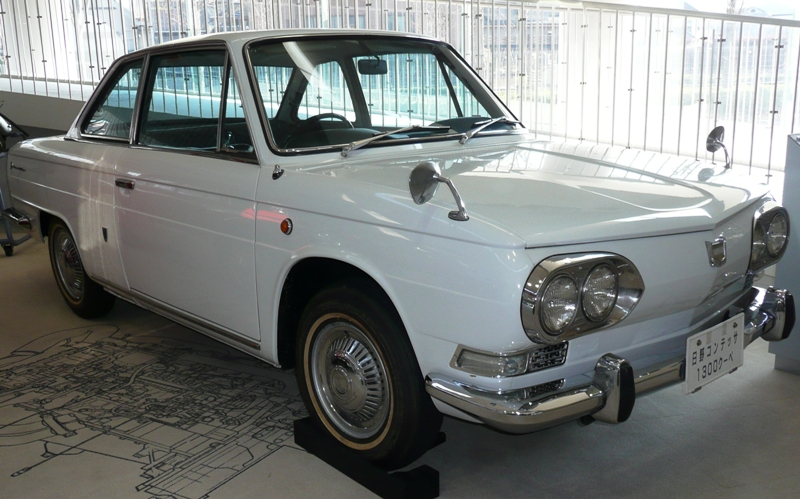
Hino Contessa 1300 (1964–1966)

### Andere Fahrzeuge
Zwischen 1961 und 1966 gab es den Briska, einen Pick-up und Lieferwagen mit dem vorn eingebauten Motor der Contessa.

## Motorsport

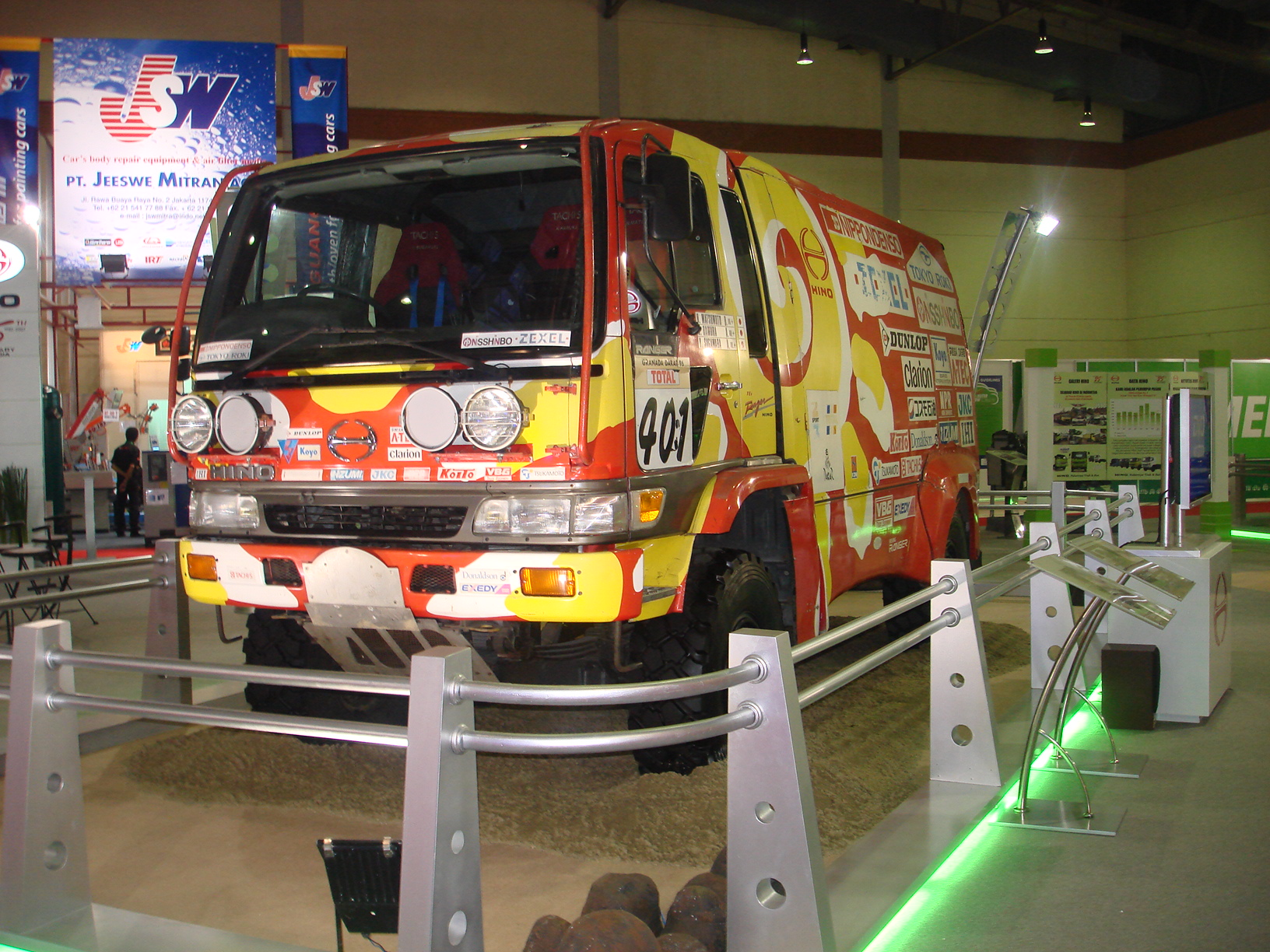
Hino 500, wie ihn Peter Reif zur Rallye Dakar 1997 fuhr und damit die Klasse der LKW gewann

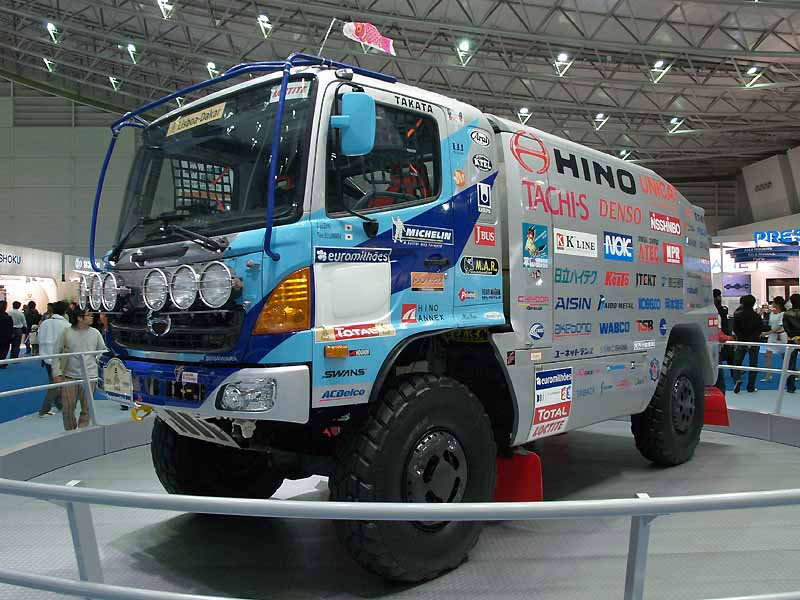
Yoshimasa Sugawaras Hino 500 2007

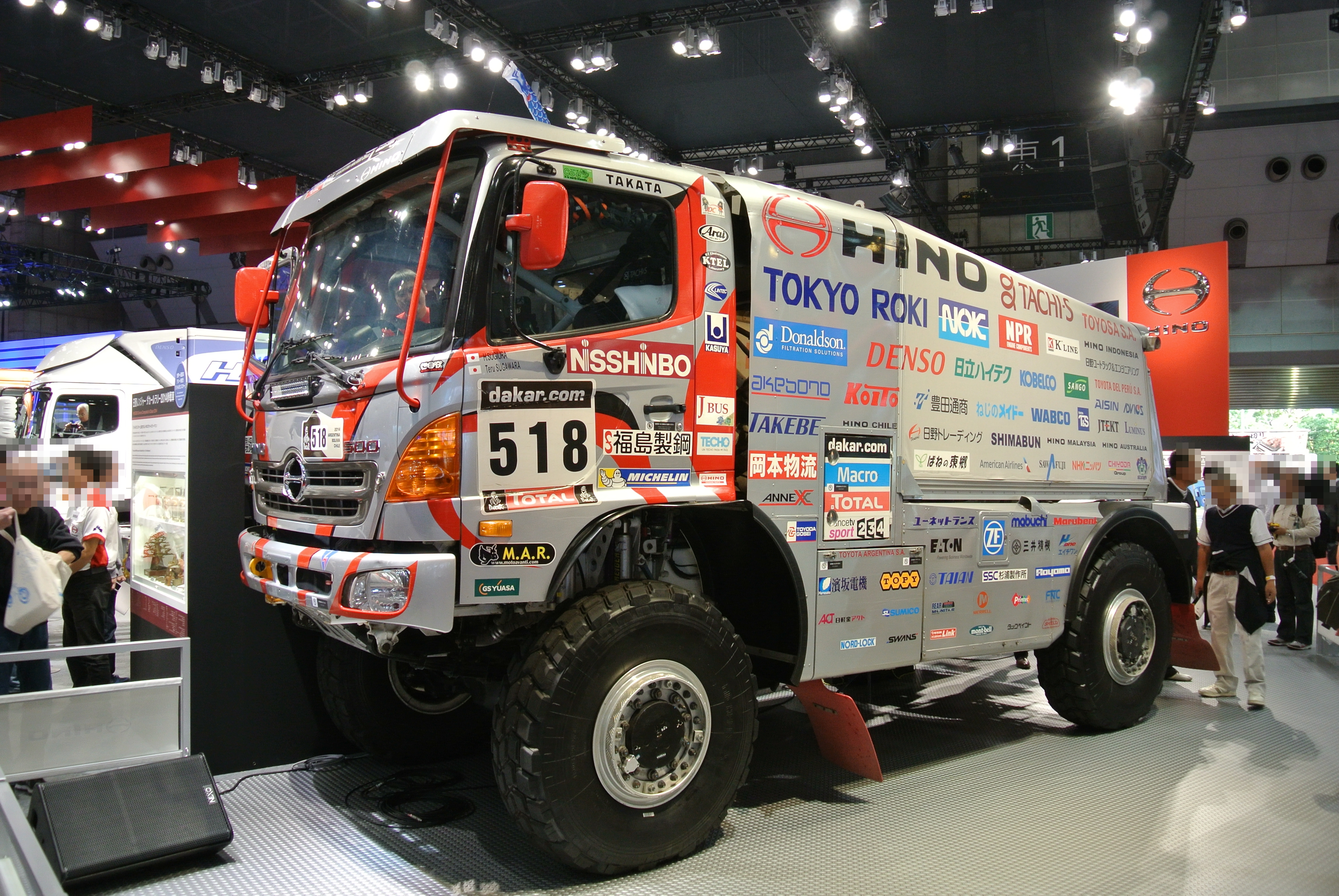
Hino 500, 2014

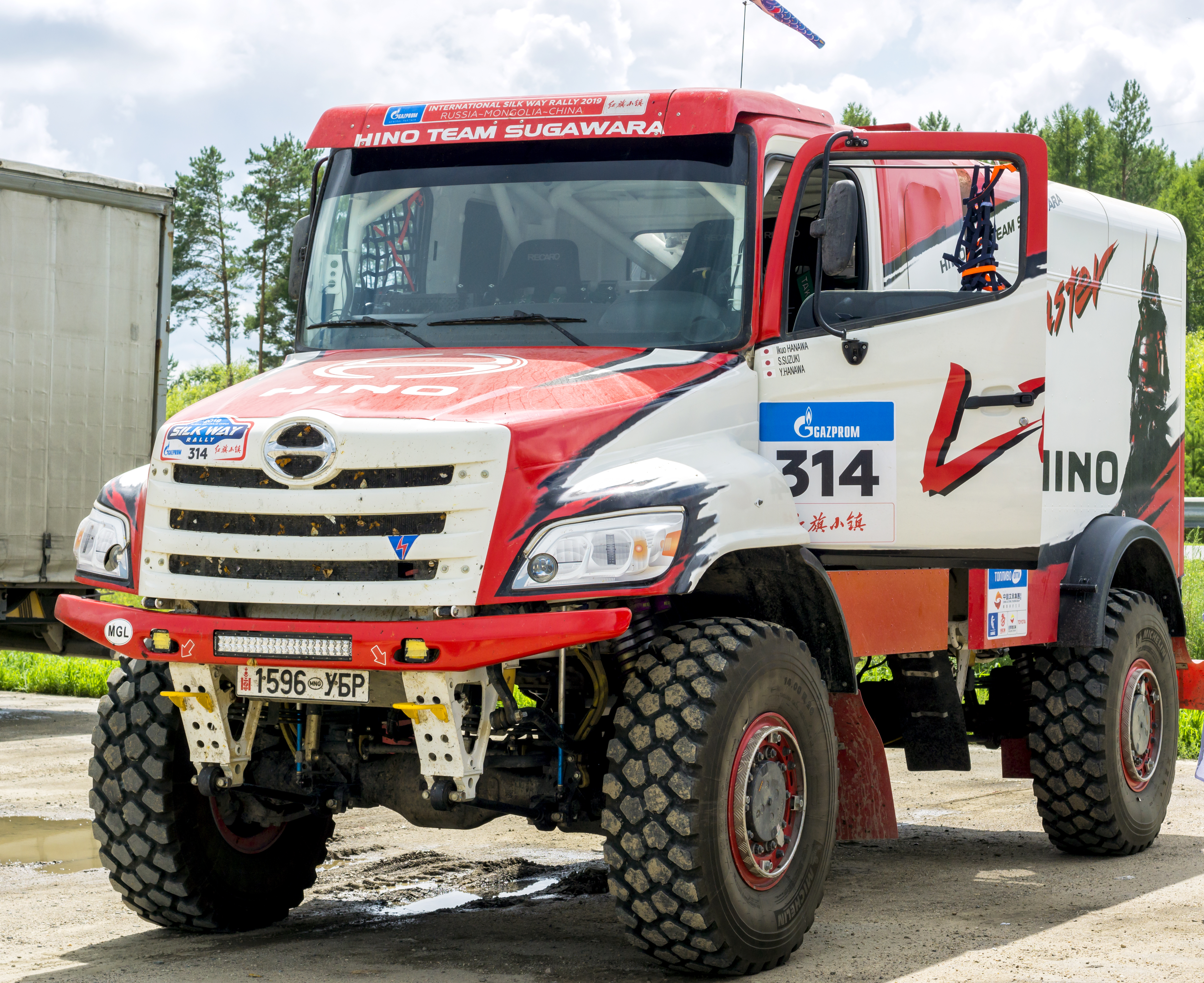
Hino 600 bei der Silk Way Rally 2019

Seit der Rallye Dakar 1991 nimmt Hino mit dem Hino Ranger in den Versionen Hino 500, Hino 600 und Hino 600 Hybrid jährlich regelmäßig an der Rallye Dakar teil. Bei der Rallye Dakar 1997 konnten die beiden Österreicher Peter Reif und Johann Deinhofer die LKW-Klasse auf einem Hino 500 gewinnen. Yoshimasa Sugawara, der damalige Teamchef von Hino Team Sugawara, nahm mit einem Hino 27-mal an der Rallye Dakar teil und fuhr dabei sieben Klassensiege für Hino Jidōsha ein.
Zuletzt belegte das Hino Team Sugawara auf einem Hino 600 Hybrid bei der Rallye Dakar 2023 den 10. Platz und bei der Rallye Dakar 2024 den 6. Platz der Gesamtwertung der LKW-Klasse.

### Erfolge Rallye Dakar
| Jahr | Platzierungen   | Fahrzeug           |
| ---- | --------------- | ------------------ |
| 1991 | 7., 10., 14.    | HINO 500           |
| 1992 | 4., 5., 6., 10. | HINO 500           |
| 1993 | 6.              | HINO 500           |
| 1994 | 2.              | HINO 500           |
| 1995 | 2.              | HINO 500           |
| 1996 | 6., 11.         | HINO 500           |
| 1997 | 1., 2., 3.      | HINO 500           |
| 1998 | 2.              | HINO 500           |
| 1999 | 4.              | HINO 500           |
| 2000 | 5.              | HINO 500           |
| 2001 | 2.              | HINO 500           |
| 2002 | 3.              | HINO 500           |
| 2003 | 5.              | HINO 500           |
| 2004 | 5.              | HINO 500           |
| 2005 | 2., 6.          | HINO 500           |
| 2006 | 5., 7.          | HINO 500           |
| 2007 | 9., 13.         | HINO 500           |
| 2009 | 14., 26.        | HINO 500           |
| 2010 | 7.              | HINO 500           |
| 2011 | 9., 13.         | HINO 500           |
| 2012 | 2., 9.          | HINO 500           |
| 2013 | 19., 31.        | HINO 500           |
| 2014 | 12., 32.        | HINO 500           |
| 2015 | 16., 32.        | HINO 500           |
| 2016 | 13., 31.        | HINO 500           |
| 2017 | 8., 29.         | HINO 500           |
| 2018 | 6.              | HINO 500           |
| 2019 | 9.              | HINO 500           |
| 2020 | 10.             | HINO 500, HINO 600 |
| 2021 | 12.             | HINO 500           |
| 2022 | 22.             | HINO 600 Hybrid    |
| 2023 | 10.             | HINO 600 Hybrid    |
| 2024 | 6.              | HINO 600 Hybrid    |